# Sluga Gosudarev
Sluga Gosudarev  (Brasil: O Guerreiro Rei  ) é um filme russo, de 2007, nos gêneros aventura, drama, épico, guerra e romance, dirigido e roteirizado por Oleg Ryaskov, música de Sergei Chekryzhov e Andrei Pisklov.

## Sinopse
França 1709, após duelarem, dois nobres são enviados pelo rei Louis XIV como mensageiros, um ao Czar Pedro I da Rússia, o outro ao rei Karl XII da Suécia, dois reinos em guerra, a jornada cheia de perigos trará novos planos para suas vidas.

## Elenco
- Dmitriy Miller ....... Sharl de Breze
- Aleksandr Bukharov ....... Grigoriy Voronov
- Kseniya Knyazeva ....... Sharlotta de Monterras
- Valeriy Malikov ....... Graf de La Bush
- Darya Semenova ....... Anka
- Aleksey Chadov ....... Enzhi
- Nikolay Chindyaykin ....... Khozyain postoyalogo dvora
- Andrey Sukhov .......  Pedro I
- Dmitriy Shilyaev ....... Louis XIV
- Andrey Ryklin ....... Aleksandr Menshikov
- Aleksandr Starikov ....... 	Lekar Pyotra I
- Eduard Flerov ....... Karl XII
- Vladislav Demchenko .......  Prints
- Rodion Yurin ....... Graf de Gish
- Ivan Shibanov .......  Markiz fon Shomberg